# Danner-Stiftung
Die Benno und Therese Danner’sche Kunstgewerbestiftung mit Sitz in München, kurz Danner-Stiftung, benannt nach dem Königlichen Ökonomierat Benno (1857–1917) und seiner Gemahlin Therese Danner (1861–1934), wurde von letzterer am 9. Juni 1920 zum Gedenken an ihren verstorbenen Ehemann vorwiegend auf Anregung Karl Rothmüllers (1860–1930) ins Leben gerufen, seines Zeichens Königlich Bayerischer Hofgoldschmied und Hauptvertreter der damals blühenden Münchner Schmuckkunst.
| Therese (1861–1934) und Benno Danner (1857–1917) |

## Geschichte
Die Stiftung wirkte lange Jahre im Verborgenen und rückt erst in jüngerer Zeit in den Fokus der öffentlichen Wahrnehmung als Förderin und Mäzenin des Kunstgewerbes. Das Förderspektrum wurde im Laufe des Bestehens zunehmend erweitert.
Das ursprüngliche Kapital umfasste 1,7 Millionen Mark in Form von Wertpapieren, Hypotheken (Rechte an fremden Immobilien) und Grundstücken. Durch die kurz darauf erfolgende Inflation minderte sich allerdings rasch der Anteil der mobilen Güter. Die wertbeständigen Grundstücke waren lange Zeit überwiegend an die Firma Meiller-Kipper verpachtet. Seit 1995 befinden sich dort Miethäuser.
Nach 1923 stabilisierte sich die finanzielle Situation. Während des Zweiten Weltkriegs erfolgte erneut ein deutlicher wirtschaftlicher Einschnitt und die Aktivitäten der Organisation mussten stark eingeschränkt werden. Dennoch konnte die Stiftung ihre finanzielle Situation relativ schnell stabilisieren und fördert bis heute mit bedeutenden Geldsummen.

### Danner-Forum

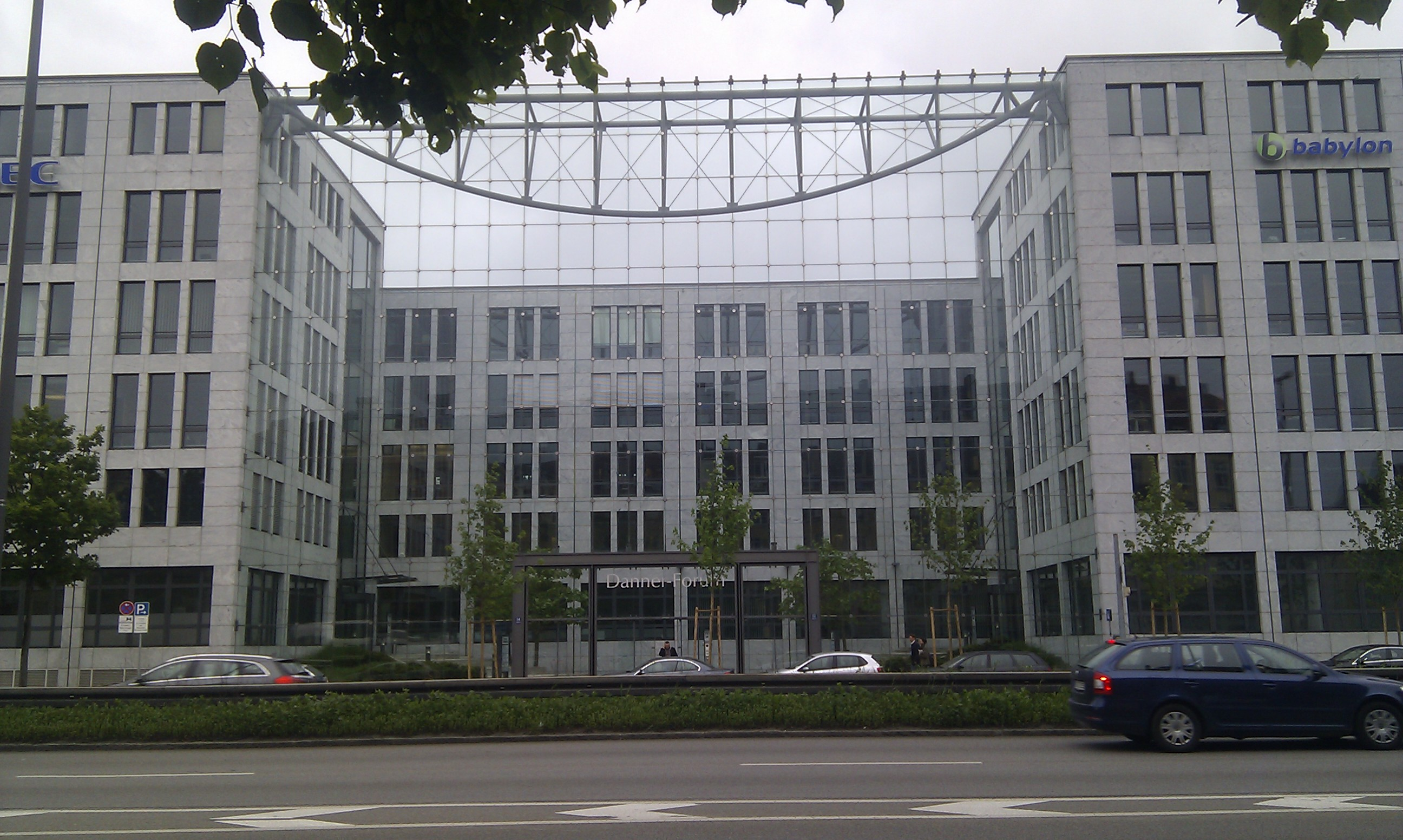
Das Danner-Forum in der Landshuter Allee

Das Danner-Forum wurde 2000 ebenfalls auf dem ehemaligen Meiller-Gelände errichtet und ist mittlerweile Sitz der Stiftung. Zuvor befand dieser sich am Thomas-Wimmer-Ring 9 im Stadtteil Lehel.
Das heutige Bürogebäude an der Landshuter Allee 12–14 umfasst eine Bruttogeschossfläche von rund 10.000 m². Die Einweihungsfeier fand am 19. Juli 2001 statt. Das auf dem Grundstück neu angelegte Rondell erhielt 1997 den Namen Therese-Danner-Platz.

### Sammlung
1927 wurde die stiftungseigene Sammlung begonnen. Viele Exponate wurden im Rahmen eigener Wettbewerbe von den Gewinnern käuflich erworben. Durch Bombenangriffe während des Zweiten Weltkriegs war die Sammlung zwischenzeitlich nahezu vollständig zerstört.
Ab 1983 wurde erneut zeitgenössischer Schmuck angekauft und systematisch gesammelt. Die Sammlung umfasst knapp 500 Einzelstücke.
Danner-Rotunde

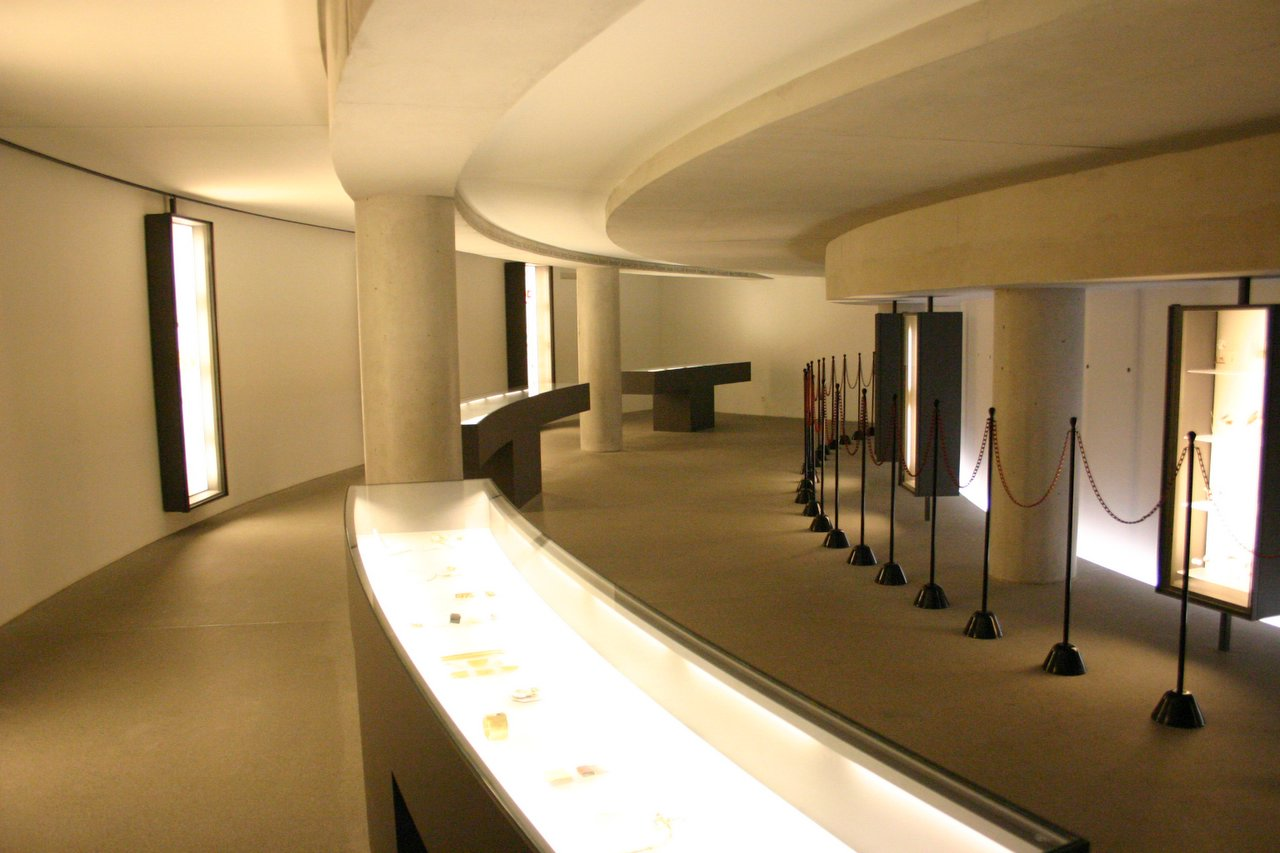
Danner-Rotunde im Untergeschoss der Pinakothek der Moderne

Die internationale, zeitgenössische Schmucksammlung wurde am 25. November 1999 durch Vertrag mit dem Bayerischen Kultusminister als Dauer-Leihgabe an Die Neue Sammlung – Staatliches Museum für angewandte Kunst in München übergeben – bereits in Hinblick auf dessen Einzug in die Pinakothek der Moderne – und befindet sich dort seit dem 6. März 2004 in der 285 m² großen sogenannten Danner-Rotunde. Die architektonische Neugestaltung des Rundbaus übernahm das Büro landau + kindelbacher.
Kuratiert wurde die erste Präsentation 1999 gemeinsam von Hermann Jünger und Otto Künzli. Jünger leitete die Schmuckklasse an der Akademie der Bildenden Künste München bis 1990, Künzli folgte ihm auf dem Lehrstuhl 1991. 2010 übernahm der Goldschmied und Schmuckgestalter Karl Fritsch die Kuration der Danner-Rotunde. 2014 – zum 10-jährigen Jubiläum – folgte eine dritte Neukuratierung, durch Otto Künzli. Die vierte Neupräsentation erfolgte 2020 durch Mikiko Minewaki, Hans Strofer und Alexander Blank; zudem erschien der erste Bestandskatalog der Schmucksammlung.

## Förderungen und Auszeichnungen
Zweck der Stiftung war die Förderung des Kunstgewerbes in Bayern. Neben Preisverleihungen in Verbindung mit finanziellen Zuwendungen, kamen Beihilfen zum Besuch von Schulen, Reisekostenzuschüsse, Zuschüsse zur Teilnahme an Ausstellungen und Messen, Ankäufe bzw. Aufträge zur Unterstützung des Kunsthandwerks sowie Beihilfen an selbstständige Kunstgewerbeschaffende.
Nach der Inflation von 1914 bis 1923 konnte das Unterstützungsspektrum zunehmend erweitert werden. Zu den bisherigen Forderungen wurden dann auch zinslose Darlehen zur Realisierung eindrucksvoller Entwürfe und einmalige Investitionszuschüsse für Firmengründungen gewährt.
Nach Kriegsende wurde bereits 1946 wieder ein Wettbewerb ausgetragen. In den vergangenen Jahrzehnten wurden auch Stipendien vergeben und bezuschusst.

### Danner-Gedenkmedaille
Die Medaille in Verbindung mit Geldprämien wurde bis einschließlich 1932 jährlich am 16. Juni, dem sogenannten Benno-Tag und damit Namenstag des verstorbenen Benno Danner, an anerkannte Vertreter aller Fachrichtungen des Kunsthandwerks verliehen, an Meister in Gold, an Gesellen in Silber und an Lehrlinge in Bronze.
Neben den typischen Vertretern des Kunsthandwerks, wie Schmuckkünstler, Keramiker und Kunstschreiner, wurden im Laufe der Zeit auch Glasgestalter, Porzellankünstler, Stoffbearbeiter, Korbflechter, Stuckateure, Graveure, Grafiker, Instrumentenbauer, Bildhauer, Fotografen und viele andere bedacht.
Ab 1933 wurden nur noch finanzielle Zuwendungen vergeben, aufgrund der finanziellen Stabilisierung der Stiftung nun aber verteilt über das Jahr.

### Danner-Preis
Der Preis wurde 1984 erstmals im Rahmen des Landeswettbewerbs für das Kunsthandwerk in Bayern verliehen, der seitdem alle drei Jahre ausgetragen wird. Ziel des Wettbewerbs ist die Steigerung, Innovation und Fortentwicklung eines reichen kunsthandwerklichen Erbes in Bayern. Die von einer internationalen Jury vergebene Auszeichnung genießt mittlerweile überregionale Bedeutung. Der Hauptpreis, der mit 15.000 € dotiert ist, wird durch mehrere Ehrenpreise von insgesamt 12.000 € ergänzt.
- 2008: Katja Maechtel (Ehrenpreise: Peter Bauhuis, Christine Graf, Ines Schwotzer)[10]
- 2011: Juliane Schölß (Ehrenpreise: Diana Dudek, Ulo Florack, Karl Fritsch, Maja Vogl)[11]
- 2014: Isabelle Enders (Ehrenpreise: Alexander Blank, Barbara Butz, Annamaria Leiste, Rose Stach)[12]
- 2017: Hiawatha Seiffert (Ehrenpreise: Michael Becker, Christoph Leuner, Barbara Schrobenhauser, Gisbert Stach)[13]
- 2020: Bettina Dittlmann (Ehrenpreise: Otto Baier, Peter Bauhuis, Petra Bittl, Paul Müller)[14]

### Bayerischer Fotopreis
Der Bayerische Fotopreis löste das seit 1983 jährlich vergebene Foto-Stipendium ab und wurde zwischen 1991 und 1998 im dreijährlichen Turnus ausgeschrieben.
- 1992: Michael Heinrich[15]

## Vorstand
Der ehrenamtlich tätige Vorstand der Stiftung wird für jeweils drei Jahre gewählt und setzt sich satzungsgemäß zusammen aus einem staatlichen Vertreter, einem vom Bayerischen Kunstgewerbe-Verein bestimmten Vertreter, einem Mitglied des Vorstandes oder Aufsichtsrats der Bayerischen Hypotheken- und Wechselbank (mittlerweile Unicredit Bank) in München und drei verdienten Kunsthandwerkern, unter den letzteren war traditionsgemäß immer ein Angehöriger der Familie Rothmüller.